# Акико Судо
Акико Судо (јап. 須藤 安紀子; 7. април 1984) бивша је јапанска фудбалерка.

## Репрезентација
За репрезентацију Јапана дебитовала је 2003. године. Са репрезентацијом Јапана наступала је на Светском првенству (2003). За тај тим одиграла је 15 утакмица и постигла је 3 гола.

## Статистика
| Јапан  | Јапан | Јапан |
| Год.   | Ута.  | Гол.  |
| ------ | ----- | ----- |
| 2003   | 2     | 0     |
| 2004   | 0     | 0     |
| 2005   | 5     | 1     |
| 2006   | 1     | 1     |
| 2007   | 0     | 0     |
| 2008   | 0     | 0     |
| 2009   | 0     | 0     |
| 2010   | 7     | 1     |
| Укупно | 15    | 3     |